# Kenco
Kenco est une marque commerciale de café appartenant à Mondelēz International. Créée en 1923 sous le nom de « The Kenya Coffee Company », la marque change de nom dans les années 1960 pour « The Kenco Coffee Company », son nom actuel.